# The DoubleHappys
The DoubleHappys è un gruppo musicale neozelandese attivo durante gli anni ottanta.

## Storia

### 1983-1986: Gli anni di attività
The DoubleHappys vennero formati a Dunedin, in Nuova Zelanda, dal cantante e chitarrista Shayne Carter e il bassista Wayne Elsey, entrambi ex membri dei Bored Games, con l'apporto di una drum machine chiamata "Herbie F * ckface"., entrando così a pieno diritto nella scena di pop indipendente chiamata Dunedin sound. Il gruppo venne invitato dalla Flying Nun Records al Looney Tour del 1984, una serie di concerti ai quali il duo partecipò ingaggiando il batterista John Collie. I DoubleHappys parteciparono quindi al concerto presso il Windsor Castle di Auckland che venne registrato e pubblicato solo nel 1991 con il titolo How Much Time Left, Please? (Avalanche Records).
La prima pubblicazione del gruppo fu del 1984, e consisteva in un singolo doppio intitolato Double B-Side (Flying Nun Records), seguito l'anno successivo, da un EP, Cut It Out (Flying Nun Records, 1985), sviluppando così un proprio modo di scrivere canzoni post-punk a cui venivano riconosciute un livello compositivo insuperato da altre band dell'epoca, divenendo un punto di riferimento per lo sviluppo di quel suono tipicamente neozelandese che anni dopo sarà chiamato "indie kiwi".
Il gruppo si sciolse dopo la morte di Elsey a causa di un incidente ferroviario avvenuto mentre tornavano ad Auckland per uno spettacolo.

### Dopo The DoubleHappys
Dopo lo scioglimento dei DoubleHappys, Carter e Collie continuarono l'attività fondando gli Straitjacket Fits pubblicando con questo nome 3 album, 4 EP e diversi singoli.
Nei primi anni '90 rinacque l'interesse sulla band, anche grazie alla pubblicazione da parte della Avalanche Records, del concerto di Windsor Castle nell'album intitolato How Much Time Left, Please?. Su questa linea la Flying Nun pubblicò nel 1992 una compilation intitolata Nerves, racchiudendo così i tre EP della band in un unico album.
Del brano "The Other's Way", pubblicato nell'EP, ne venne fatta una cover dalla band The Glory Box, nel loro album del 1991 "Fudgeland". La versione originale venne compresa nella compilation Second Season della Flying Nun nel 2004.

## Discografia

### Album

#### Compilation
- 1994 - Nerves

### Singoli ed EP
- 1984 - Double B Side
- 1985 - Cut It Out
- 1991 - How Much Time Left, Please?

## Formazione
- Shayne Carter
- Wayne Elsey
- John Collie